# Yarda Bérébéri
 (mars 2024).
Yarda Bérébéri  est un village situé dans le département de Tanout, région de Zinder, au Niger,.

## Cultes
La plupart des résidents du village Yarda Bérébéri sont de confession musulmane.